# Hugo 3. af Cypern
Hugo 3. af Cypern (1235 – 24. marts 1284), født Hugues de Poitiers, senere Hugues de Lusignan (han adopterede sin mors efternavn de Lusignan i 1267), kaldet den Store, var konge af Cypern fra 1267 og konge af Jerusalem fra 1268 (som Hugo 1. af Jerusalem). Han var søn af Henrik af Antiokia og Isabella af Lusignan, datter af kong Hugo 1. af Cypern. Han var barnebarn af Bohemund 4. af Antiokia og dermed en efterkommer af Robert Guiscard.

## Regent
Fra 1261 tjente han som regent for Hugo 2. af Cypern på Cypern, da Cyperns Haute Cour anså ham, som en mand, til at være end bedre regent end sin mor Isabella. Hun blev dog accepteret som regent for Jerusalem i 1263. Hun døde i 1264, og Hugo blev fungerende regent for Kongeriget Jerusalem såvel som Cypern. Regentskabet blev anfægtet af hans fætter, Hugo af Brienne, som var søn af Maria af Cypern, den ældste datter af Hugo 1. og dermed den ældste arving til Cypern og til Jerusalem efter Hugo 2. Imidlertid erklærede Jerusalems Haute Cour Hugo af Antiokia som den næste regent, som efterfølger til Isabella i henhold til blodsbeslægthed.

## Konge af Cypern og Jerusalem
Hugo 2. døde i 1267 uden arvinger. Da Hugo af Brienne ikke fremsatte sit krav på tronen, kunne Hugo af Antiokia som ubestridt konge bestige Cyperns trone den 5. december, og han blev kronet i Hagia Sophia Katedralen (i dag Selimiye Moskeen) i Nicosia den 24. december. Han gjorde også krav på Kongeriget Jerusalem i 1267 eller 1268 efter henrettelsen af Konradin. Men tronen i Jerusalem blev også hævdet af Maria af Antiokia i henhold til hendes blodsbeslægthed med Konradin. Jerusalems Haute Cour afviste hendes påstand, og Hugo blev kronet til konge af Jerusalem i Tyrus den 24. september 1269.
Hugo og hans efterkommere, kongerne af Cypern, overtog hans mors efternavn Lusignan i 1267 efter at have arvet Cypern gennem denne familie og etablerede dermed Det andet hus Lusignan.
Hugo kunne ikke lide at beskæftige sig med de forskellige fraktioner i Kongeriget Jerusalem og rejste til Cypern i 1276 i afsky over deres trods mod hans autoritet. Det næste år blev hans bailiff, Balian af Ibelin, herre af Arsuf, afsat Roger af Sanseverino, Karl af Anjou's bailif, idet Karl havde købt Maria af Antiochias tronkrav. Kongeriget forblev under angevinsk kontrol i resten af Hugos regeringstid.
Det antages, at Thomas Aquinas' værk De Regno blev skrevet til Hugo 3.
Hugo den 3. døde i 1284 og blev begravet i Hagia Sophia Katedralen i Nicosia.

## Familie
Han blev gift efter den 23. januar 1255 med Isabella af Ibelin (ca. 1241 – 2. juni 1324).  De fik 11 børn:
- Johan 2./1. (død 1285), der efterfulgte ham som konge af Jerusalem og Cypern[2]
- Bohemund (ca. 1268 – Tyrus, 3. november 1281,[2] begravet i den franciskanske kirke i Nicosia)
- Henrik 2. (1271 – 31. august 1324), der efterfulgte Johan 1. som konge, blev gift med Konstance af Sicilien[2]
- Amalrik 2., prins af Tyrus (død 5. juni 1310), Jerusalems konstabel, gift med Isabella af Armenien[2]
- Maria (1273 – september 1322 i Tortosa og begravet i Barcelona), som blev gift ved stedfortræder i Hagia Sophia Katedralen, Nicosia den 15. juni 1315 og personligt i Girona den 27. november 1315 med Jakob 2. af Aragonien (10. august 1267 – 2. november 1327)[2]
- Aimery (1274-1280 – kort inden 9. april 1316),[2] efterfulgte Guy som Cyperns konstabel i 1303, efterfulgte kortvarigt Amalrik som regent for Cypern og guvernør for Cypern den 6. juni 1310
- Guy (1275-1280 – 1303, sandsynligvis begravet i Nicosia), Cyperns konstabel Cypern ca. 1291, gift den 7. december 1291 med Eschiva af Ibelin, frue af Beirut (1253–1312)[2]
- Margrete af Cypern (ca. 1276 – i Armenien, 1296), som blev gift den 9. januar 1288 med Thoros 3. af Armenien[2]
- Alix (1277-1280 – efter marts 1324), gift 1292-1295 eller ca. 1292/1294 med Balian af Ibelin (død 1315/1316 i Kerynia, kort før den 19. april 1316),[2] af titel fyrste af Galilæa og Betlehem, søn af Filip af Ibelin (død 1304)
- Helvis (døde efter marts 1324),[2]
- Isabella (ca. 1280-1319),[2] først gift i 1285/1290 med Konstantin Hethoumid af Neghir, herre af Partzerpert (død 1308), og derefter  i ca. 1310 med kong Oshin Hethoumid af Armenien, der blev skilt fra hende før eller i 1316